# Скалка, високий стрімчак, який виник внаслідок тектонічного злому
Ска́лка, висо́кий стрімча́к, яки́й ви́ник вна́слідок тектоні́чного зло́му — геологічна пам'ятка природи місцевого значення в Україні. Об'єкт природно-заповідного фонду Закарпатської області. 
Розташована в межах Перечинського району Закарпатської області, на південь від села Новоселиця. 
Площа 3 га. Статус надано згідно з рішенням облвиконкому від 23.10.1984 року № 253. Перебуває у віданні ДП «Перечинське ЛГ» (Дубриницьке л-во, кв. 25, вид. 6, 10). 
Статус надано для збереження мальовничої скелі на вершині гори Скала (масив Вигорлат). У скельній породі виявлено альб-сеноманські мергелі та викопна фауна тисальської світи. 
Скеля утворює високе урвище, з вершини якого відкривається чудова панорама долини річок Кам'яниця і Уж та довколишніх гір.